# Fitzwilliam Strait

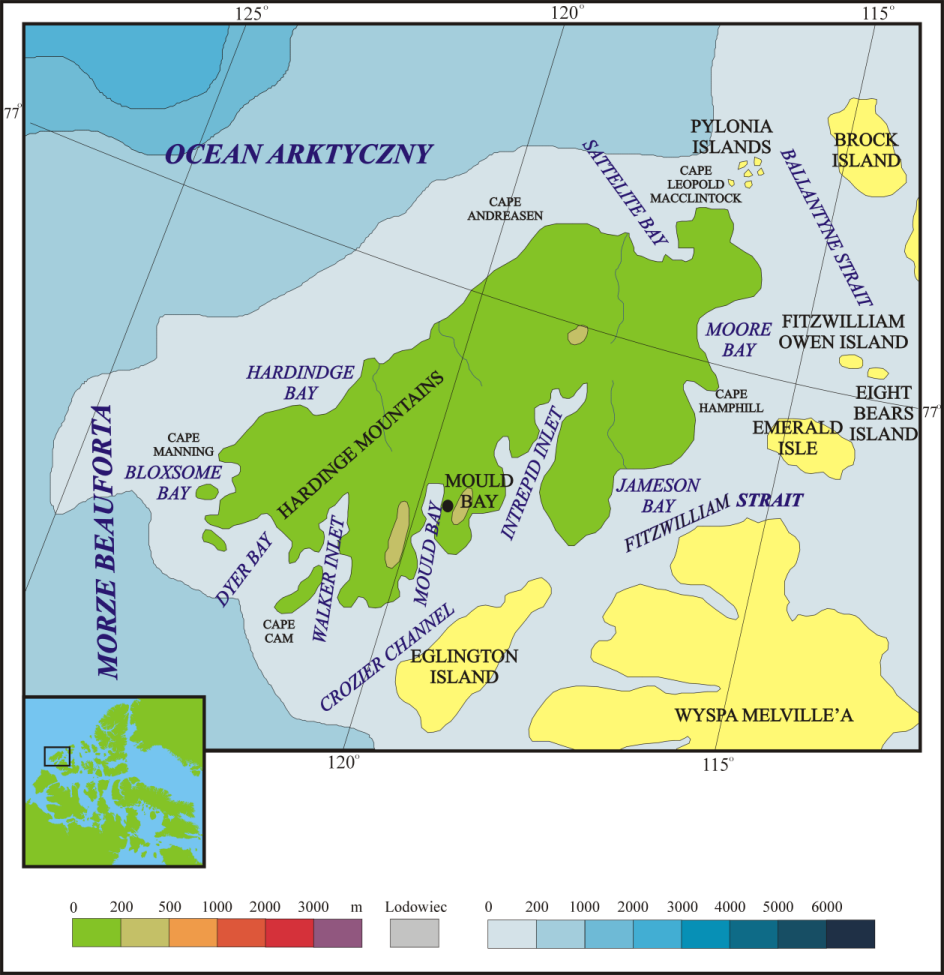
Wyspa Księcia Patryka

Fitzwilliam Strait – cieśnina oddzielająca Wyspę Księcia Patryka i Emerald Isle od Wyspy Melville’a,  na Archipelagu Arktycznym. Długość cieśniny wynosi około 97 km, a przeciętna szerokość 25 km. Położenie 76°10'-76°40'N 114°30'-117°30'W.